# Hüttingen bei Lahr

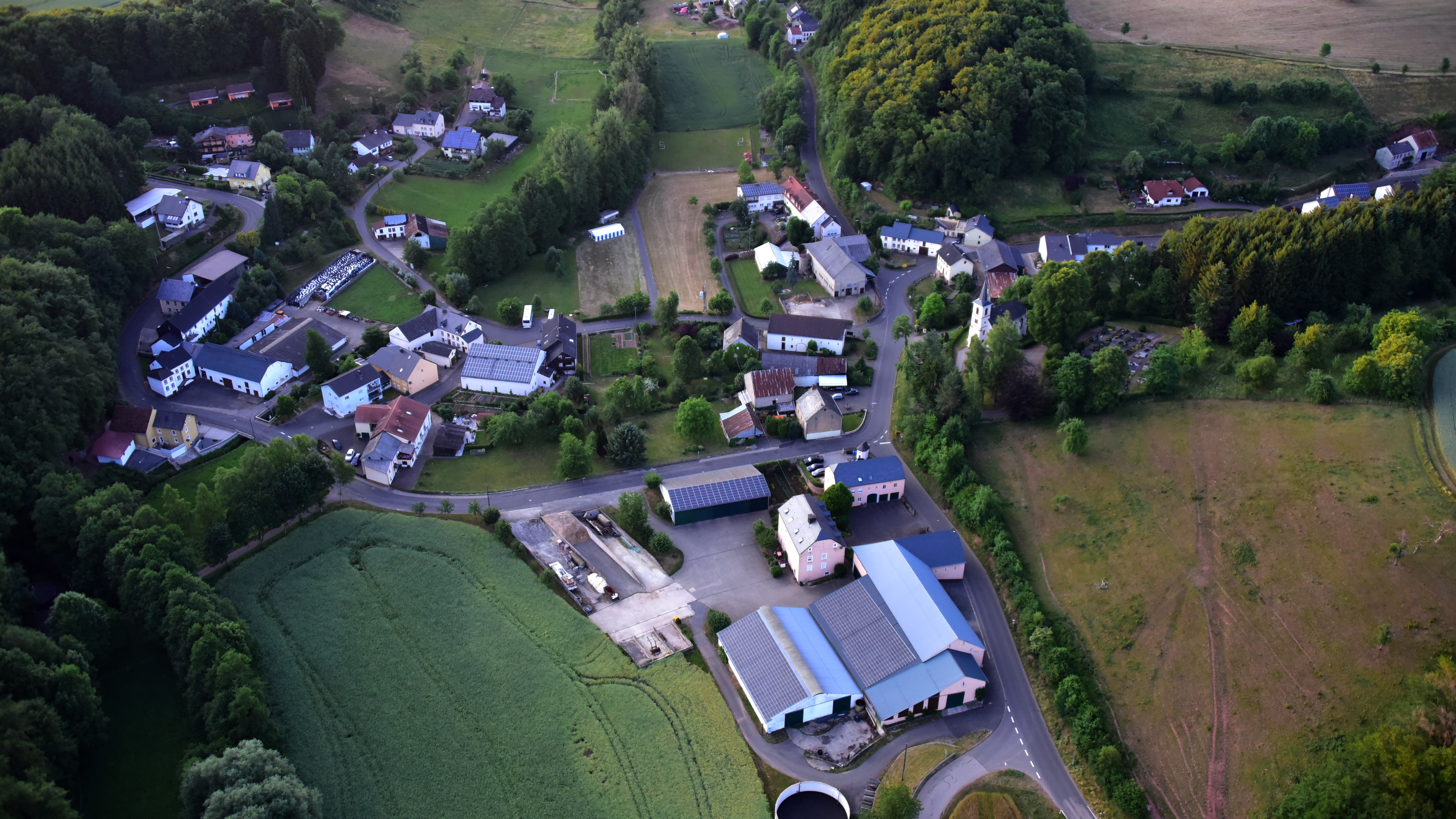
Hüttingen bei Lahr, Luftaufnahme (2017)

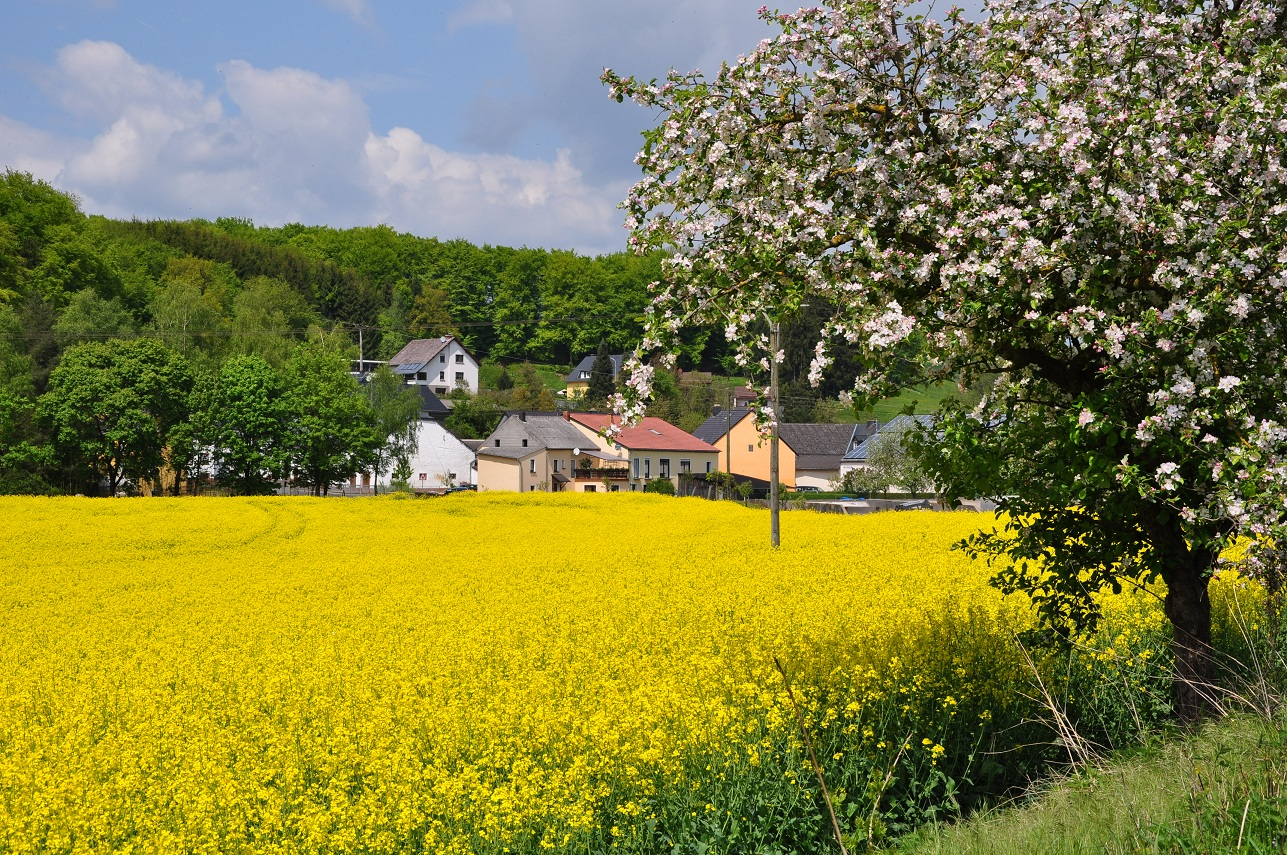
Frühling in Hüttingen bei Lahr

Hüttingen bei Lahr ist eine Ortsgemeinde in der Eifel im Eifelkreis Bitburg-Prüm in Rheinland-Pfalz. Sie gehört der Verbandsgemeinde Südeifel an.

## Geographie
Die Gemeinde liegt im Naturpark Südeifel. Zu Hüttingen gehört auch der Wohnplatz St. Antoniushof.
Nachbarorte von Hüttingen sind die Ortsgemeinden Lahr im Norden, Mettendorf im Nordosten, Nusbaum und Hommerdingen im Südosten sowie Körperich im Westen.

## Geschichte
Die erste Besiedlung der Gemarkung lässt bis in die jüngere Steinzeit belegen. Zahlreich sind Fundreste, darunter Siedlungsspuren, aus der römischen Epoche. Westlich des Ortes wurden zudem drei Grabhügel mit Durchmessern zwischen 8 und 12 m bei einer Höhe zwischen 0,8 und 1,2 m beobachtet, deren Zeitstellung allerdings aufgrund fehlender Untersuchungen noch unbekannt ist. Aus der Frankenzeit stammen weitere umfangreiche Funde. Hüttingen wurde 1136 als Hundingen erstmals erwähnt, weitere Namensformen waren 1539 Huttyngen, 1570 Huttingen und 1762 Hettingen.
Der Ort gehörte bis zum Ende des 18. Jahrhunderts zur Grafschaft Vianden im Herzogtum Luxemburg.
Nach 1792 hatten französische Revolutionstruppen die Österreichischen Niederlande, zu denen das Herzogtum Luxemburg gehörte, besetzt und im Oktober 1795 annektiert. Von 1795 bis 1814 gehörte der Ort zum Kanton Vianden im Departement der Wälder.
Im Jahr 1815 wurde das ehemals luxemburgische Gebiet östlich der Sauer und der Our auf dem Wiener Kongress dem Königreich Preußen zugeordnet. Damit kam die Gemeinde Hüttingen 1816 zum Kreis Bitburg im Regierungsbezirk Trier in der Provinz Großherzogtum Niederrhein, die 1822 in der Rheinprovinz aufging. Hüttingen wurde von der Bürgermeisterei Nusbaum verwaltet, die 1914 in die Bürgermeisterei Körperich aufging.
Nach dem Ersten Weltkrieg zeitweise französisch besetzt und nach dem Zweiten Weltkrieg der französischen Besatzungszone zugeordnet, ist der Ort seit 1946 Teil des damals neu gebildeten Landes Rheinland-Pfalz.
Statistik zur Einwohnerentwicklung
Die Entwicklung der Einwohnerzahl von Hüttingen bei Lahr, die Werte von 1871 bis 1987 beruhen auf Volkszählungen:
| Jahr | Einwohner |
| ---- | --------- |
| 1815 | 75        |
| 1835 | 192       |
| 1871 | 209       |
| 1905 | 251       |
| 1939 | 228       |
| 1950 | 207       |
| 1961 | 182       |

| Jahr | Einwohner |
| ---- | --------- |
| 1970 | 174       |
| 1987 | 140       |
| 2005 | 115       |
| 2011 | 144       |
| 2017 | 142       |
| 2023 | 151       |

## Politik

### Gemeinderat
Der Gemeinderat in Hüttingen besteht aus sechs Ratsmitgliedern, die bei der Kommunalwahl am 9. Juni 2024 in einer Mehrheitswahl gewählt wurden, und der ehrenamtlichen Ortsbürgermeisterin als Vorsitzender.

### Bürgermeister
Cornelia Banz wurde am 29. August 2024 Ortsbürgermeisterin von Hüttingen. Da für die Direktwahl am 9. Juni 2024 kein Wahlvorschlag eingereicht wurde, oblag die Neuwahl des Bürgermeisters gemäß rheinland-pfälzischer Gemeindeordnung dem Rat der Gemeinde, der sich auf seiner konstituierenden Sitzung für Cornelia Banz entschied.
Ihr Vorgänger Günter Müller war zuletzt bei der Direktwahl am 26. Mai 2019 mit einem Stimmenanteil von 87,80 % für weitere fünf Jahre in seinem Amt bestätigt worden. Ortsbürgermeister Ewald Leisen hatte das Amt 25 Jahre ausgeübt, war 2009 aber nicht erneut angetreten.

### Wappen
| Wappen von Hüttingen bei Lahr | Blasonierung: „Gespalten und vorn geteilt, oben in blau drei goldene Weizenähren, unten rot-silber-rot waagerecht gestreift, hinten in silber ein rotes Kirchenwestwerk mit schwarzem Tor, Fenster, Schallloch und Turmdach.“ |
| Wappen von Hüttingen bei Lahr | |

## Sehenswürdigkeiten

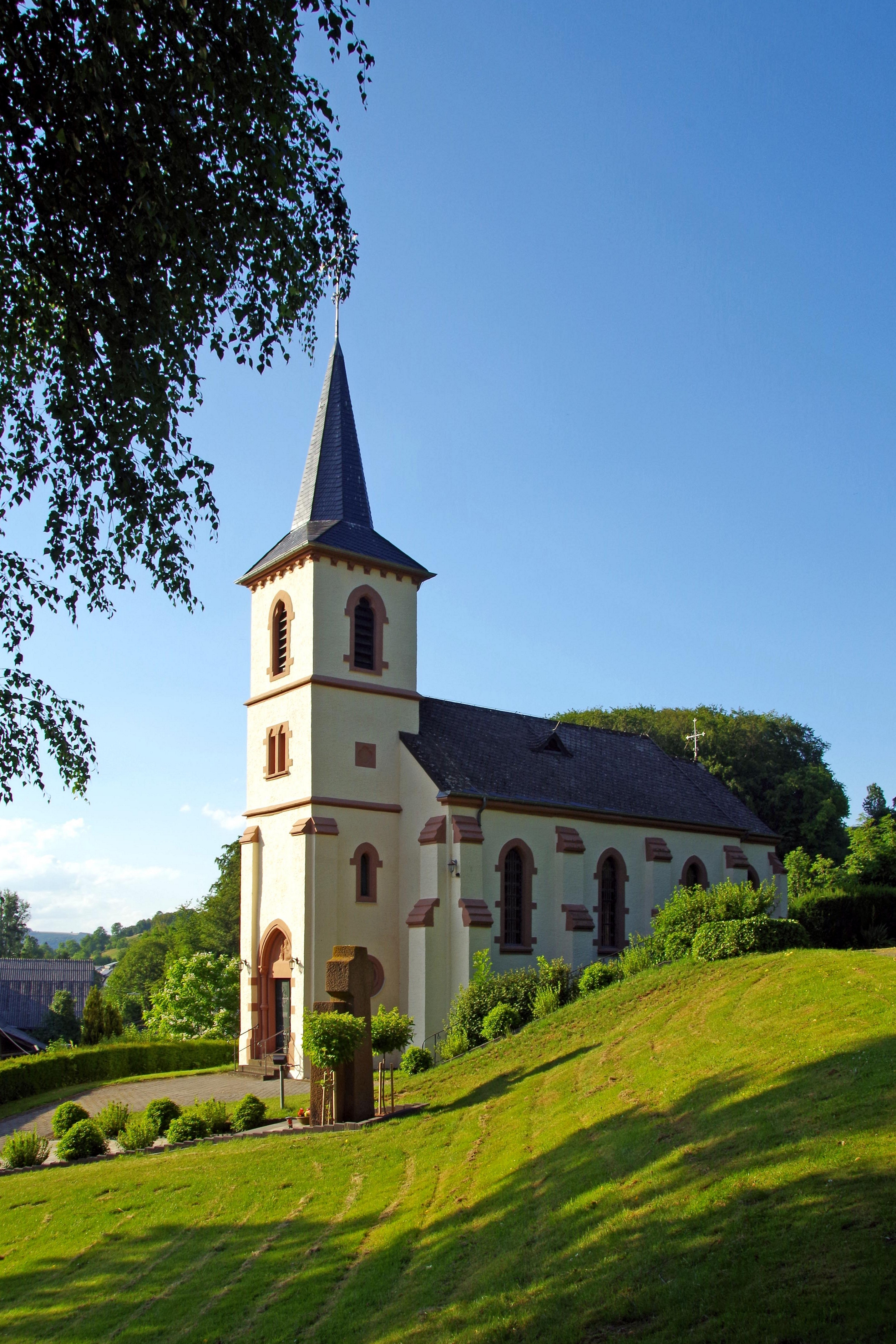
Die Kapelle in Hüttingen stammt von 1654, im Jahr 1728 erfolgte ein Umbau. Sie ist St. Antonius geweiht.  - St. Antonius-Kapelle
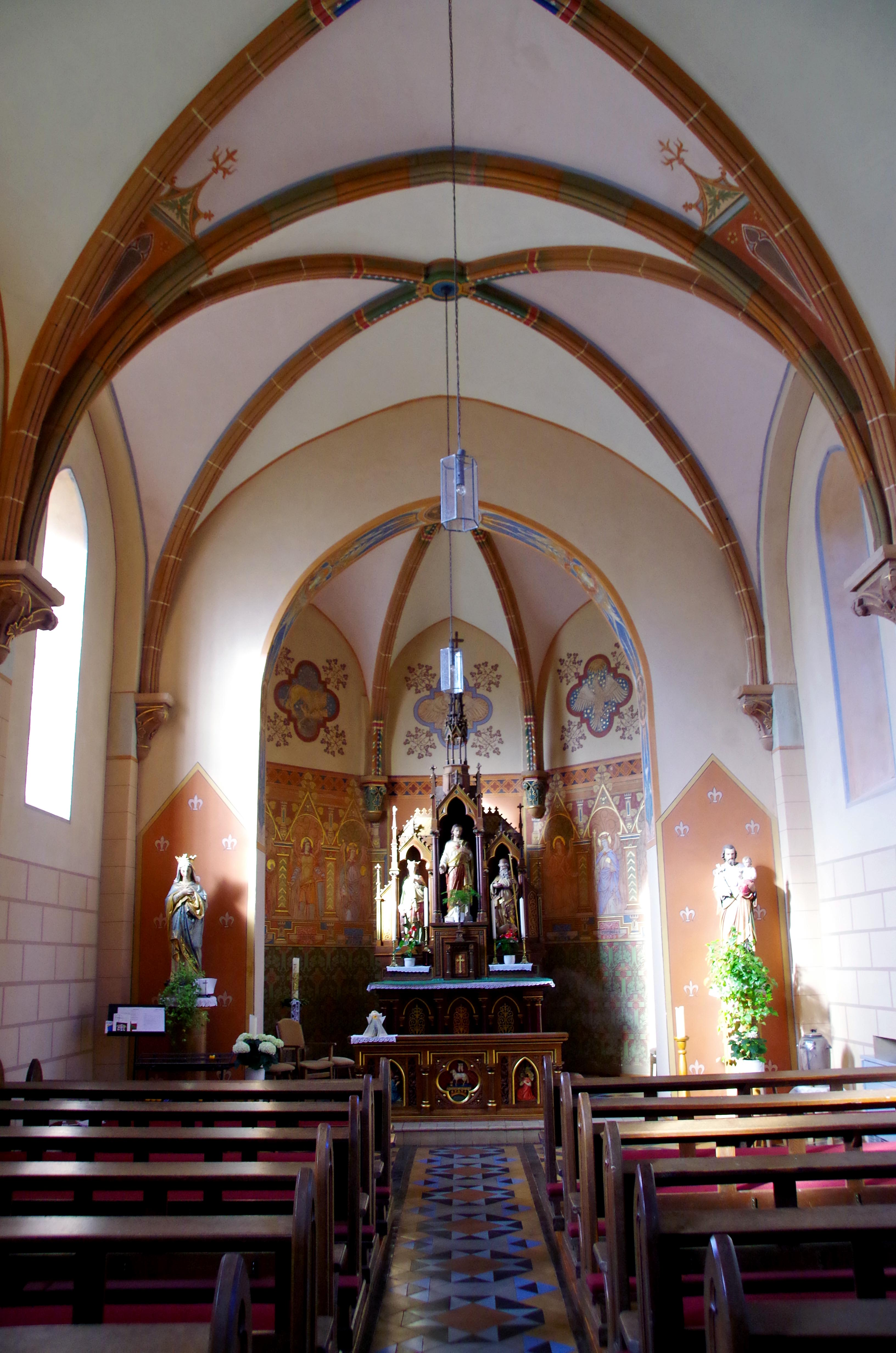
Innenraum nach Osten
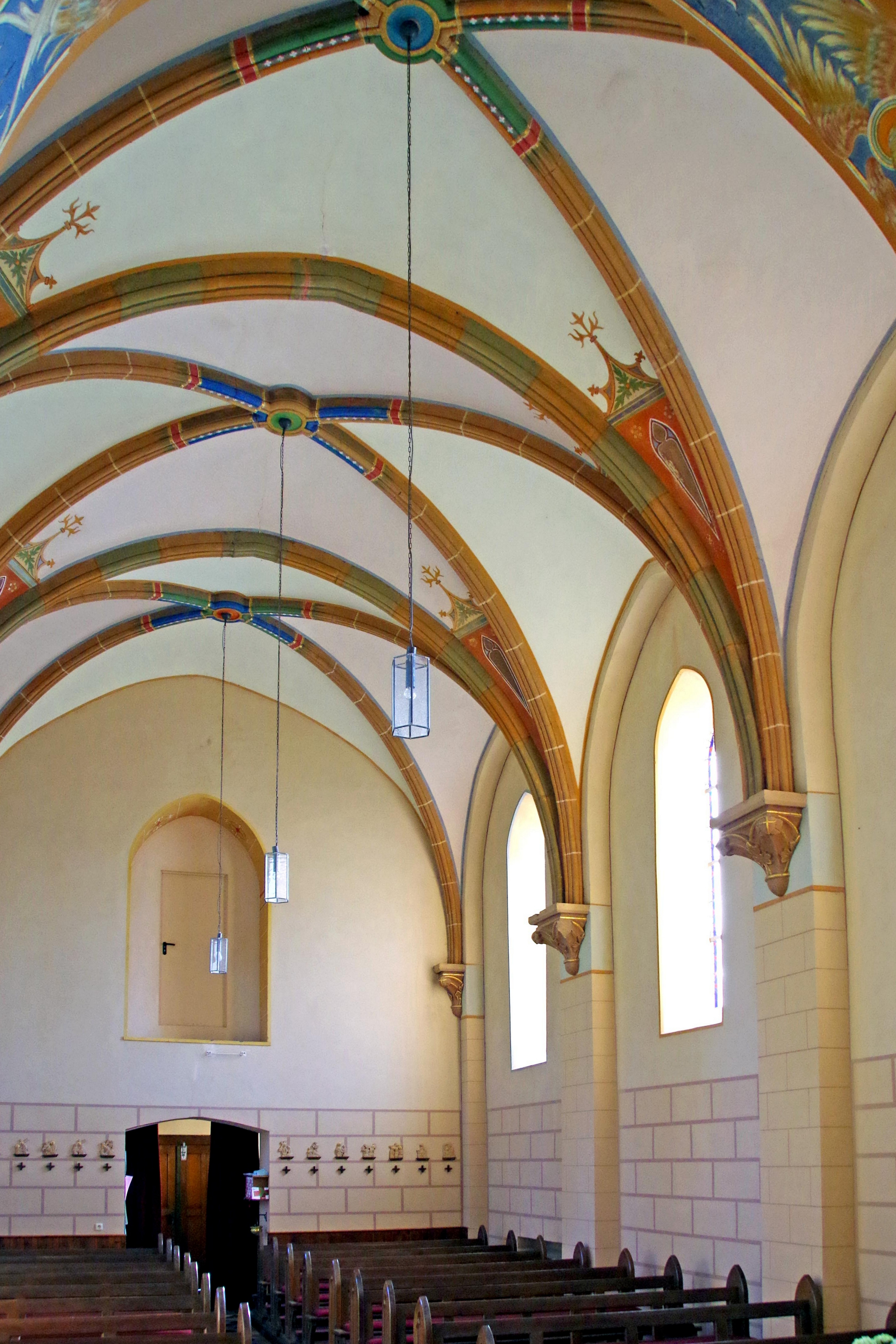
Innenraum nach Westen
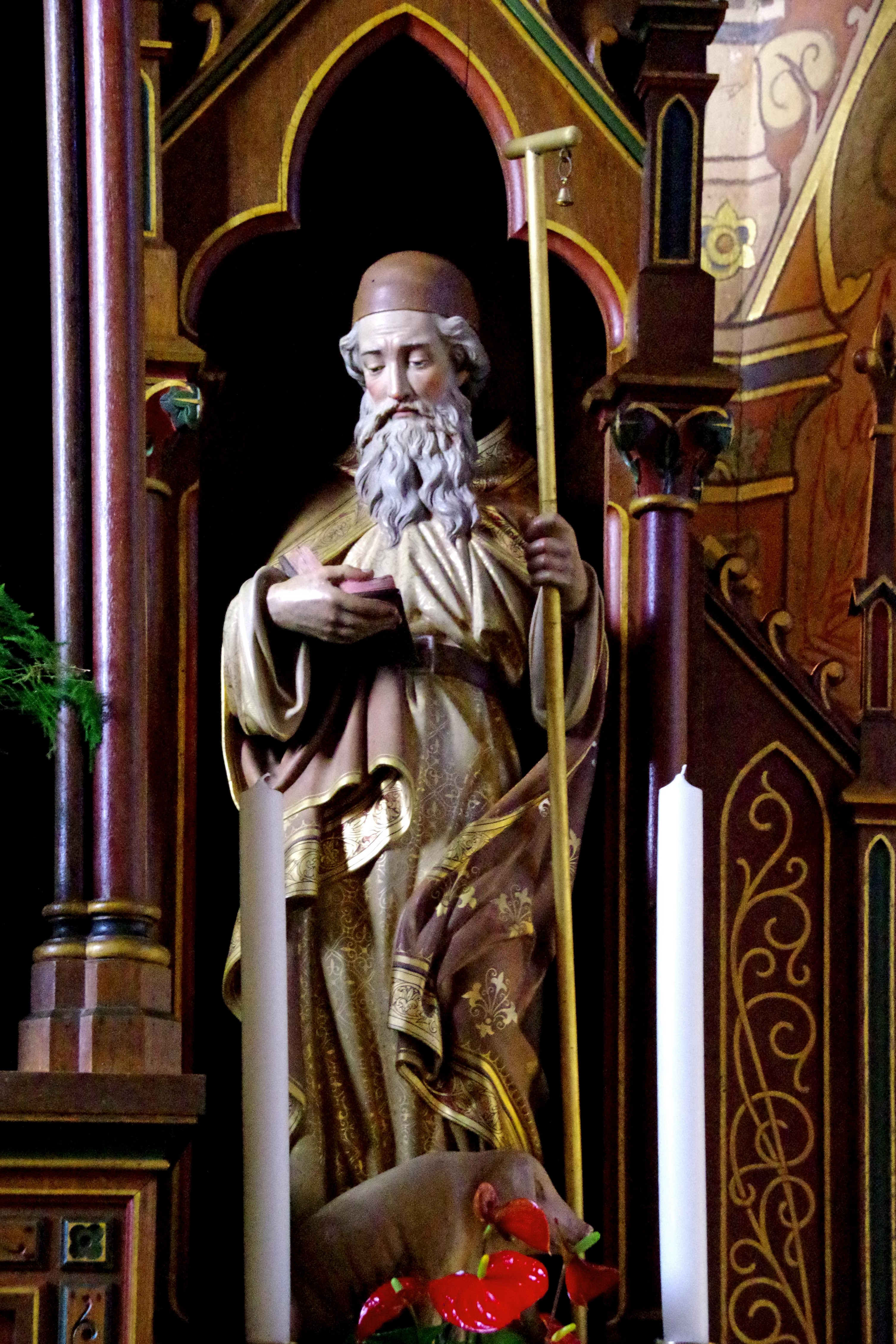
St. Antonius-Statue
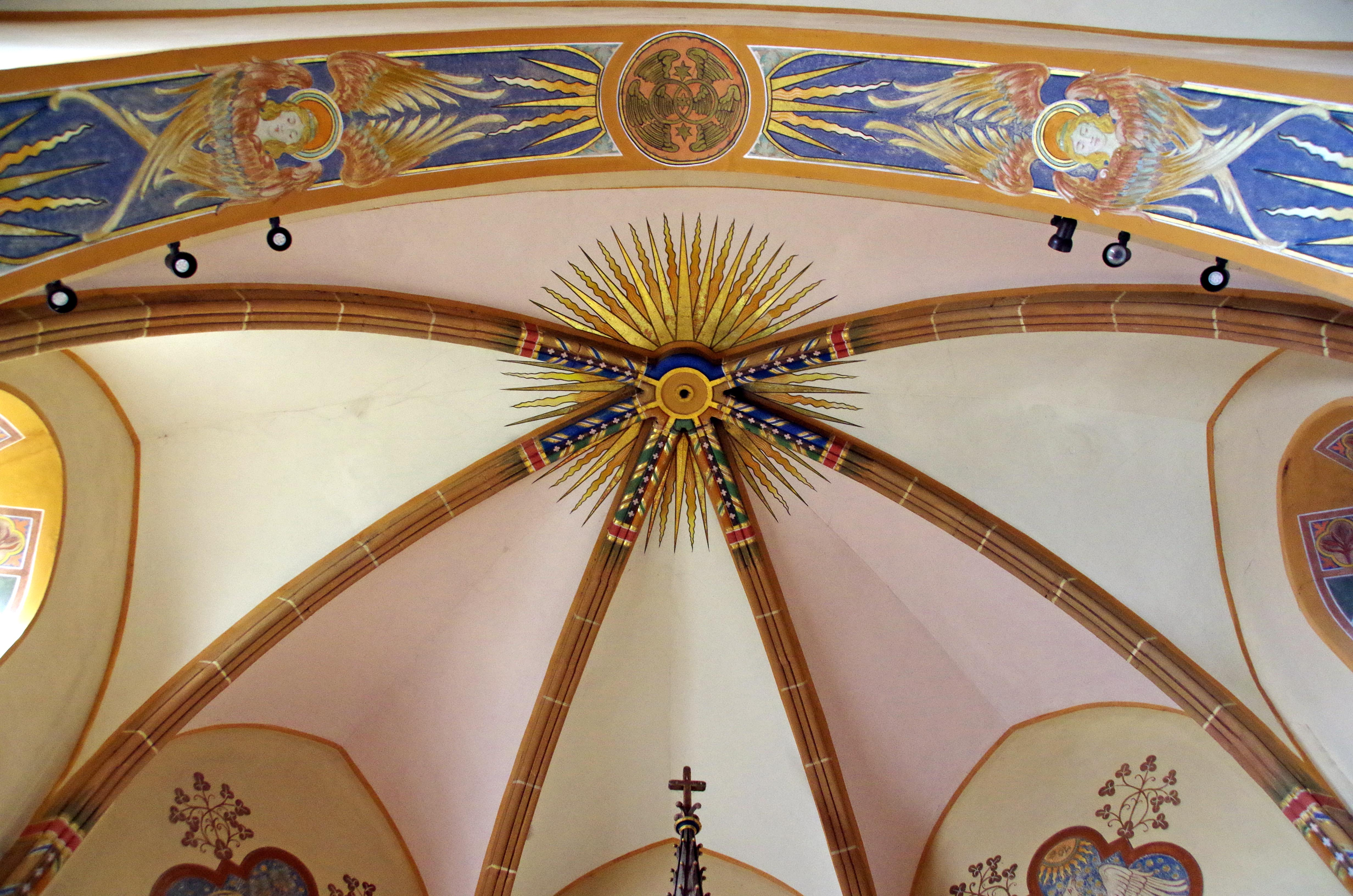
Chorgewölbe
  - Innenraum nach Osten
  - Innenraum nach Westen
  - St. Antonius-Statue
  - Chorgewölbe
- Das Ofen- und Eisenmuseum in Hüttingen zeigt unter anderem über 100 verschiedene gusseiserne Öfen.[12]

Siehe auch: Liste der Kulturdenkmäler in Hüttingen bei Lahr

## Verkehr
In Hüttingen kreuzen sich die Landesstraße L 8 und die Kreisstraße K 2.